# عبدالرحمان کرنقو
عبدالرحمان کرنقو (انگلیسی: Abdelrahman Isaac Karongo؛ زادهٔ ۲۸ نوامبر ۱۹۸۸) بازیکن فوتبال اهل سودان است.
از باشگاه‌هایی که در آن بازی کرده‌است می‌توان به باشگاه فوتبال الاهلی ود مدنی، باشگاه فوتبال المریخ، باشگاه فوتبال الاهلی عربستان سعودی، و باشگاه فوتبال خارطوم اشاره کرد.
وی همچنین در تیم ملی فوتبال سودان بازی کرده‌است.